# Саадия Гаон
Саадия́ Гао́н (Са́ид бин-Йусу́ф ивр. סעיד בן יוסף‎, Са́ид аль-Файю́ми סעיד אלפיומי‎, Саадия́ бен-Ио́сиф סעדיה בן יוסף‎, Саадйа́ху סעדיהו‎, Саадэ́ль סעדאל‎; араб. سعيد بن يوسف الفيومي‎, Са́ид; Саадия́ ха-Пито́ми; 882, Дилас, оазис Файюм (Египет в составе арабского халифата) — 942, Багдад) — крупнейший галахический авторитет эпохи гаонов, основоположник раввинистической литературы и еврейской рационалистической философии, языковед и поэт.

## Биография
Уже в молодости приобрёл обширные познания в области раввинской письменности и светских науках, особенно философии.
В 928 году избран гаоном (главой еврейской академии) в Суре (Вавилония). Эта академия, одна из двух Вавилонских талмудических академий, бывшая средоточием еврейской учёности в Вавилоне, к тому времени несколько пришла в упадок; благодаря новому гаону значение её вновь поднялось и в ней начали преподавать, кроме богословских наук, также и светские — философию и другие. Через некоторое время Саадия был смещён, благодаря интригам тогдашнего экзиларха (светского главы вавилонских евреев) Давида бен-Заккаи, но через несколько лет был вновь утверждён в звании гаона.
Саадия стремился к тому, чтобы примирить противоположные направления в талмудическом иудаизме и в то же время опровергнуть противоречащие религии мнения, он боролся против различных сектантов и старался согласовать иудаизм с тогдашней философской мыслью.
Важнейшее его сочинение — религиозно-философский труд «Эмуно́т ве-део́т» («Верования и мнения» или «Вера и знание») является первым систематическим изложением религиозной философии; Саадия опровергает мнение, что вера несовместима с разумом и наукой. Сочинение Саадии имело большое влияние на позднейшее процветание философской литературы арабско-испанских евреев и послужило образцом для ряда сочинений по религиозной философии у евреев и христиан; оно выдержало множество изданий и переведено на немецкий язык Фюрстом.
Другой выдающийся труд Саадии — арабский перевод Танаха и обширный комментарий к нему, в котором он опровергает превратные толкования библейского текста, разъясняет смысл многих мест Танаха, заключающих, по его мнению, указания на разные научные истины и оправдывает свой перевод филологически.
Кроме того, он писал сочинения по экзегетике, грамматике, талмудическому законоведению, календарно-астрономическим вопросам, комментировал древние книги, привёл в порядок весь цикл литургических произведений, к которым добавил свои синагогальные песни; его сочинение по грамматике, лексикографии и поэзии еврейского языка под заглавием «Се́фер агрон» (араб. «Кита́б аш-шир») долгое время служило важнейшим руководством по этим предметам; его полемическое сочинение «Кита́б ар-род ала Анан» (возражение Анану — караимскому учителю) нанесло сильный удар караимству.
Саадия написал также комментарии к «Се́фер йецира» («Свитку творения»), сидур на арабском языке под заглавием «Кита́б га́ми ас-саля́уат уат-тасаби́х» («Книга-список молитв и хвалений»).
Многие сочинения Саадии до сих пор ещё хранятся в рукописях; некоторые из них, хранящиеся в Санкт-петербургской публичной библиотеке, изданы А. Я. Гаркави в «Studien und Mitteilungen aus der St.-Potorsburger Oeffen t l. Bibliothek» (СПб., 1891). По случаю 1000-летия рождения Саадии предпринято было И. Деренбургом обширное издание его сочинений, для которого Кон издал и перевёл книгу Иова (Альтона, 1889), Деренбург издал Пятикнижие (Париж, 1895) и вместе с Ламбертом Притчи (П., 1894); последний издал также и «Сефер йецира» (Париж, 1891).

## Труды
- Китаб усуль аш-шигр аль-ибрани كتاب أصول الشعر العبراني (Книга принципов\основ еврейской поэзии). На иврите издавалась с именем Сефер ха-эгрон  ספר האגרון (Книга словарей\грамматический тезаурус) כתאב אצול אלשער אלעבראני
- Кутуб ал-люгат аль-ибранийин كتب اللغة  (Книги о еврейском языке) كتاب فصيح لغة العبرانيين. На иврите известна как כתאב אללגה Сефер цахут ха-лашон ха-иврим (Книга чистоты\правильности еврейского языка)  ספר צחות הלשון העברים בודדות
- Тафсир ас-сабгина лафза تفسير السبعين لفظة المفردة (Толкование отдельных 70 слов). На иврите известна как פתרון שבעים מילים Питарон шивим милим «Решение\разгадка из 70 слов» תפסיר אלסבעין לפטה
- Китаб аль-маварис الـمـواريـث كتب (Книга наследства\завещания) כתאב אלמוארית Сефер ха-ерушот ספר הירושות
- Келале ха-Талмуд (Методология Талмуда)
- Китаб джамиг ас-салават ват-тасабих كتاب جامع الصلوات والتسابيح (Книга собрани молитв и восхвалений) כתאב ג'אמע אלצלואת ואלתסאביח
- Китаб аль-аманат валь-игтикад كتاب الأمانات والاعتقادات (Книга верований и мнений). Через 253 года перевели на иврит под названием «Эмунот вэ дэот» (Книга верований и убеждений\мнений). ספר האמונות והדעות
- Китаб тафсир аль-мабади تفسير كتاب المبادئ תפסיר כתאב אלמבאדי Толкование на Книгу Творений (Сефер Йецира) ספר יצירה פירוש
- Китаб ар-радд аля Анан (Книга опровержения Анану) Анан - караимский учитель, который дискутировал с Гаоном. כתאב אלרד עלי ענן
- Китаб ат-тамъиз كتاب التمييز Сефер ха-хавханах ספר ההבחנה (Книга отличий) כתאב אלתמייז
- Китаб аш-шараиг (Книга заповедей религии) כתאב אלשראיע
- Китаб аль-Иббур (Книга календаря)
- Сефер ха-Моадим (Книга дат\праздников) ספר המועדים
- Сефер ха-Галуй  ספר הגלויопровержение Багдадских раввинов
- Кита бат-тадж كتاب التاج Книга короны – перевод еврейской Библии арабскими буквами
- Толкование на книгу Пророка Исайи كتاب تفسير إشعياء
- Сборник притч كتاب الأمثال
- Отрывки на толкования Торы كتاب تفسير التوراة פירושי רבינו סעדיה גאון
- Книга толкований мудростей Давидовых كتاب تفسير أحكام داود
- Книга тонких острот\шуток Давидовых из его Псалмов كتاب تفسير النكت، وهو تفسير زبور داود.
- Толкования на книгу пророка Ионы كتاب تفسير كتاب أيوب
- Книга установлений молитв и канонов كتاب إقامة الصلوات والشرائع
- Книга об истории исхода евреев  كتاب العبور

## Известные потомки
Разгон, Лев Эммануи́лович — советский писатель, критик, правозащитник.